# Алтайский завод топливных насосов
ОАО «Алтайский завод топливных насосов» (АЗТН) — промышленное предприятие в Барнауле. Основано в 1992 году.
Предприятие — одно из крупнейших в России производителей топливной аппаратуры для дизельных двигателей внутреннего сгорания. Основная продукция: топливные насосы высокого давления типа 4ТН, 4ТНМ, 4ТНЕ, 6ТН, 6ТНМ, 6ТНГ, 6ТНМГ, 6ТНЕ.
На 1 января 2002 года месячный объём выпускаемой продукции и её реализация составляет около 12 млн. рублей, а численность достигла 980 человек